# Paolina di Waldeck e Pyrmont
Principessa Paolina di Waldeck e Pyrmont (in tedesco: Pauline Emma Auguste Hermine Prinzessin zu Waldeck und Pyrmont; Bad Arolsen, 19 ottobre 1855 – Bad Laasphe, 3 luglio 1925) fu un membro del Casato di Waldeck e Pyrmont ed una Principessa di Waldeck e Pyrmont. Attraverso il suo matrimonio con Alexis, Principe di Bentheim e Steinfurt, Paolina fu anche un membro del Principesco Casato di Bentheim e Steinfurt e Principessa consorte di Bentheim-Steinfurt dal 28 settembre 1890 al 21 gennaio 1919.

## Infanzia
Paolina nacque a Arolsen, Principato di Waldeck e Pyrmont il 19 October 1855 e fu la seconda figlia maggiore di Giorgio Vittorio, Principe di Waldeck e Pyrmont e della sua prima moglie, la Principessa Elena di Nassau. Paolina era la sorella maggiore di Marie, Principessa Ereditaria di Württemberg, Emma, Regina dei Paesi Bassi, Elena, Duchessa di Albany, Federico, Principe di Waldeck e Pyrmont, ed Elisabetta, Principessa di Erbach-Schönberg.

## Matrimonio e figli
Paolina sposò Alexis, Principe Ereditario di Bentheim e Steinfurt, quartogenito e figlio maschio maggiore di Luigi Guglielmo, Principe di Bentheim e Steinfurt e di sua moglie la Langravina Bertha d'Assia-Philippsthal-Barchfeld, il 7 maggio 1881 a Arolsen, Principato di Waldeck e Pyrmont. Paolina ed Alexis ebbero otto figli:
- Principe Eberwyn di Bentheim e Steinfurt (10 aprile 1882 – 31 luglio 1949)[1][2]

∞ 1906–1914 Pauline Langenfeld (1884–1970)
∞ 1918–1919 Ellen Bischoff-Korthaus (1894–1936)
∞ 1920 Anne-Louise Husser (1891–1951)
- Viktor Adolf, Principe di Bentheim e Steinfurt (18 luglio 1883 – 4 giugno 1961)[1][2]

∞ 1920 Principessa Stephanie di Schaumburg-Lippe (1899–1925)
∞ 1931 Principessa Rosa Helene di Solms-Hohensolms-Lich (1901–1963)
- Principe Karl Georg di Bentheim e Steinfurt (10 dicembre 1884 – 14 febbraio 1951)[1][2]

∞ 1914 Principessa Margarete di Schönaich-Carolath (1888–1980)
- Principessa Elisabeth di Bentheim e Steinfurt (12 luglio 1886 – 8 maggio 1959)[1][2]
- Principessa Viktoria di Bentheim e Steinfurt (18 agosto 1887 – 30 gennaio 1961)[1][2]
- Principessa Emma di Bentheim e Steinfurt (19 febbraio 1889 – 25 aprile 1905)[1][2]
- Principe Alexis Rainer di Bentheim e Steinfurt (16 dicembre 1891 – 30 giugno 1923)[1][2]
- Principe Friedrich di Bentheim e Steinfurt (27 maggio 1894 – 17 maggio 1981)[1][2]

∞ 1934 Louise von Gülich (1893-1949)

## Titoli, appellativi, onorificenze e stemma

### Titoli e appellativi
- 19 ottobre 1855 – 7 maggio 1881: Sua Altezza Serenissima Principessa Paolina di Waldeck e Pyrmont
- 7 maggio 1881 – 28 settembre 1890: Sua Altezza Serenissima La Principessa Ereditaria di Bentheim e Steinfurt, Principessa di Waldeck e Pyrmont
- 28 settembre 1890 – 21 gennaio 1919: Sua Altezza Serenissima La Principessa di Bentheim e Steinfurt, Principessa di Waldeck e Pyrmont
- 21 gennaio 1919 – 3 luglio 1925: Sua Altezza Serenissima La Principessa Vedova di Bentheim e Steinfurt, Principessa di Waldeck e Pyrmont

## Antenati
|                                         |                                       |                                                 | Genitori                                            |  |  | Nonni |  |  | Bisnonni                       |  |  | Trisnonni                                   |  |
|                                         |                                       |                                                 |                                                     |  |  |       |  |  | Giorgio I di Waldeck e Pyrmont |  |  | Carlo Augusto Federico di Waldeck e Pyrmont |  |
|                                         |                                       |                                                 |                                                     |  |  |       |  |  | Giorgio I di Waldeck e Pyrmont |  |  | Carlo Augusto Federico di Waldeck e Pyrmont |  |
|                                         |                                       | Cristiana Enrichetta del Palatinato-Zweibrücken |                                                     |  |  |       |  |  | Giorgio I di Waldeck e Pyrmont |  |  |                                             |  |
| Giorgio II di Waldeck e Pyrmont         |                                       |                                                 |                                                     |  |  |       |  |  | Giorgio I di Waldeck e Pyrmont |  |  |                                             |  |
|                                         |                                       | Augusta di Schwarzburg-Sondershausen            | Augusto II di Schwarzburg-Sondershausen             |  |  |       |  |  |                                |  |  |                                             |  |
|                                         |                                       | Augusta di Schwarzburg-Sondershausen            | Augusto II di Schwarzburg-Sondershausen             |  |  |       |  |  |                                |  |  |                                             |  |
|                                         |                                       | Augusta di Schwarzburg-Sondershausen            | Cristina di Anhalt-Bernburg                         |  |  |       |  |  |                                |  |  |                                             |  |
| Giorgio Vittorio di Waldeck e Pyrmont   |                                       | Augusta di Schwarzburg-Sondershausen            |                                                     |  |  |       |  |  |                                |  |  |                                             |  |
|                                         |                                       | Vittorio II di Anhalt-Bernburg-Schaumburg-Hoym  | Carlo di Anhalt-Bernburg-Schaumburg-Hoym            |  |  |       |  |  |                                |  |  |                                             |  |
|                                         |                                       | Vittorio II di Anhalt-Bernburg-Schaumburg-Hoym  | Carlo di Anhalt-Bernburg-Schaumburg-Hoym            |  |  |       |  |  |                                |  |  |                                             |  |
|                                         |                                       | Vittorio II di Anhalt-Bernburg-Schaumburg-Hoym  | Eleonora di Solms-Braunfels                         |  |  |       |  |  |                                |  |  |                                             |  |
| Emma di Anhalt-Bernburg-Schaumburg-Hoym |                                       | Vittorio II di Anhalt-Bernburg-Schaumburg-Hoym  |                                                     |  |  |       |  |  |                                |  |  |                                             |  |
|                                         |                                       | Amalia di Nassau-Weilburg                       | Carlo Cristiano di Nassau-Weilburg                  |  |  |       |  |  |                                |  |  |                                             |  |
|                                         |                                       | Amalia di Nassau-Weilburg                       | Carlo Cristiano di Nassau-Weilburg                  |  |  |       |  |  |                                |  |  |                                             |  |
|                                         |                                       | Amalia di Nassau-Weilburg                       | Carolina d'Orange-Nassau                            |  |  |       |  |  |                                |  |  |                                             |  |
| Paolina di Waldeck e Pyrmont            |                                       | Amalia di Nassau-Weilburg                       |                                                     |  |  |       |  |  |                                |  |  |                                             |  |
|                                         | Federico Guglielmo di Nassau-Weilburg | Carlo Cristiano di Nassau-Weilburg              |                                                     |  |  |       |  |  |                                |  |  |                                             |  |
|                                         | Federico Guglielmo di Nassau-Weilburg | Carlo Cristiano di Nassau-Weilburg              |                                                     |  |  |       |  |  |                                |  |  |                                             |  |
|                                         | Federico Guglielmo di Nassau-Weilburg | Carolina d'Orange-Nassau                        |                                                     |  |  |       |  |  |                                |  |  |                                             |  |
| Guglielmo di Nassau                     | Federico Guglielmo di Nassau-Weilburg |                                                 |                                                     |  |  |       |  |  |                                |  |  |                                             |  |
|                                         |                                       | Luisa Isabella di Kirchberg                     | Guglielmo Giorgio di Kirchberg, conte di Hachenburg |  |  |       |  |  |                                |  |  |                                             |  |
|                                         |                                       | Luisa Isabella di Kirchberg                     | Guglielmo Giorgio di Kirchberg, conte di Hachenburg |  |  |       |  |  |                                |  |  |                                             |  |
|                                         |                                       | Luisa Isabella di Kirchberg                     | Isabella Augusta di Reuss-Greiz                     |  |  |       |  |  |                                |  |  |                                             |  |
| Elena di Nassau                         |                                       | Luisa Isabella di Kirchberg                     |                                                     |  |  |       |  |  |                                |  |  |                                             |  |
|                                         |                                       | Paolo Federico di Württemberg                   | Federico I di Württemberg                           |  |  |       |  |  |                                |  |  |                                             |  |
|                                         |                                       | Paolo Federico di Württemberg                   | Federico I di Württemberg                           |  |  |       |  |  |                                |  |  |                                             |  |
|                                         |                                       | Paolo Federico di Württemberg                   | Augusta di Brunswick-Wolfenbüttel                   |  |  |       |  |  |                                |  |  |                                             |  |
| Paolina di Württemberg                  |                                       | Paolo Federico di Württemberg                   |                                                     |  |  |       |  |  |                                |  |  |                                             |  |
|                                         |                                       | Carlotta di Sassonia-Hildburghausen             | Federico di Sassonia-Altenburg                      |  |  |       |  |  |                                |  |  |                                             |  |
|                                         |                                       | Carlotta di Sassonia-Hildburghausen             | Federico di Sassonia-Altenburg                      |  |  |       |  |  |                                |  |  |                                             |  |
|                                         |                                       | Carlotta di Sassonia-Hildburghausen             | Carlotta di Meclemburgo-Strelitz                    |  |  |       |  |  |                                |  |  |                                             |  |
|                                         |                                       | Carlotta di Sassonia-Hildburghausen             |                                                     |  |  |       |  |  |                                |  |  |                                             |  |